# Agriculture en Moldavie

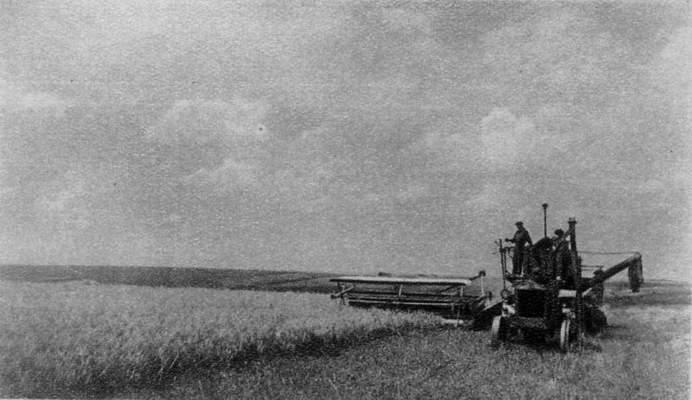
Moisson dans le raion de Camenca en 1941.

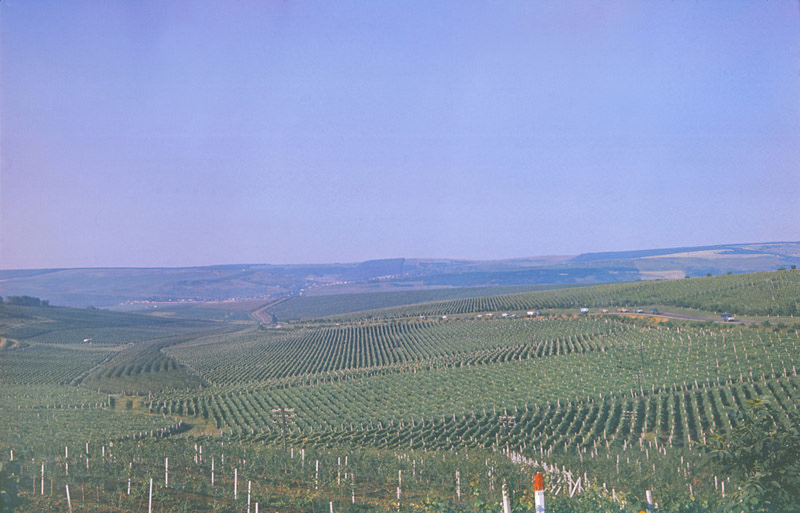
Vignoble dans le raion de Ialoveni en 1980.

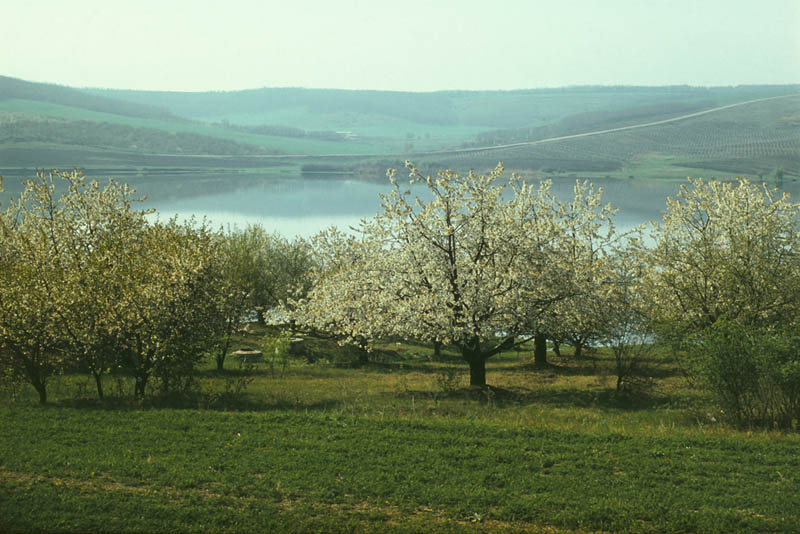
Verger dans le raion d'Anenii Noi en 1980.

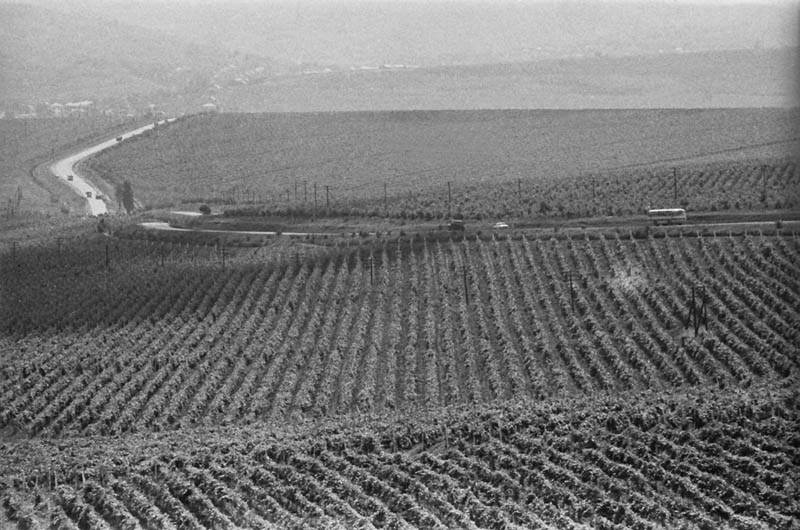
Vignoble dans le raion de Ialoveni en 1980.

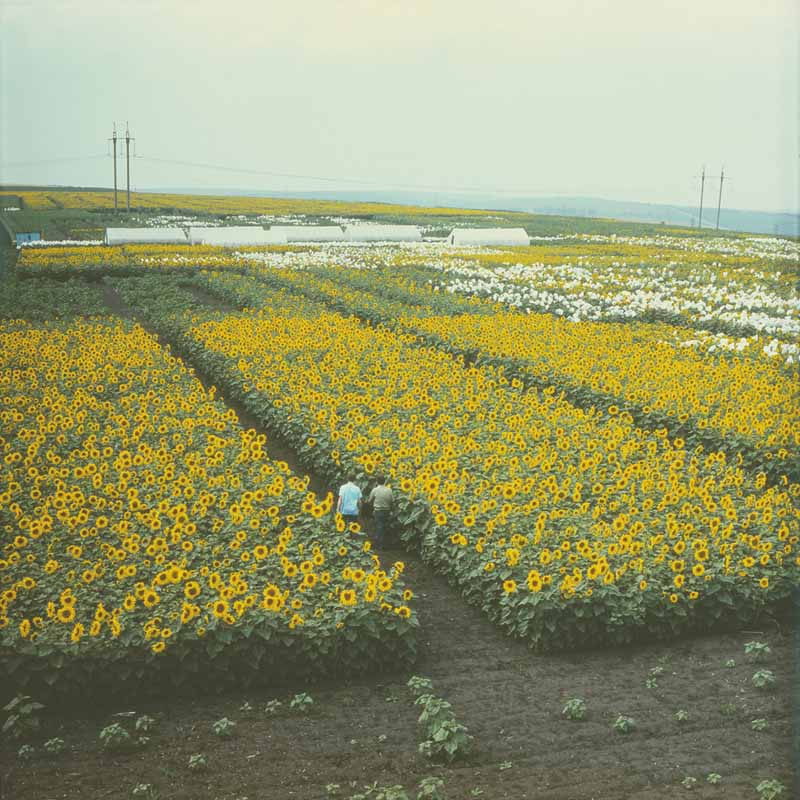
Champ expérimental de tournesol en Moldavie dans les années 1980.

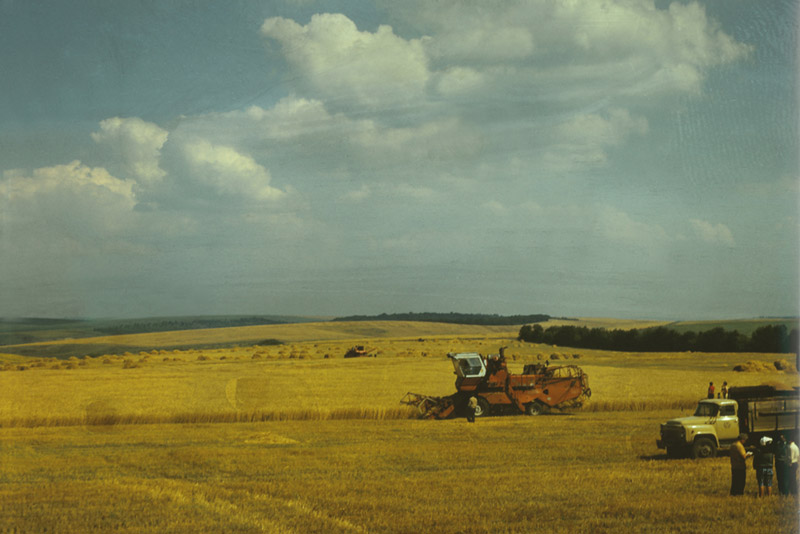
Moisson dans le raion d'Edineț en 1980.

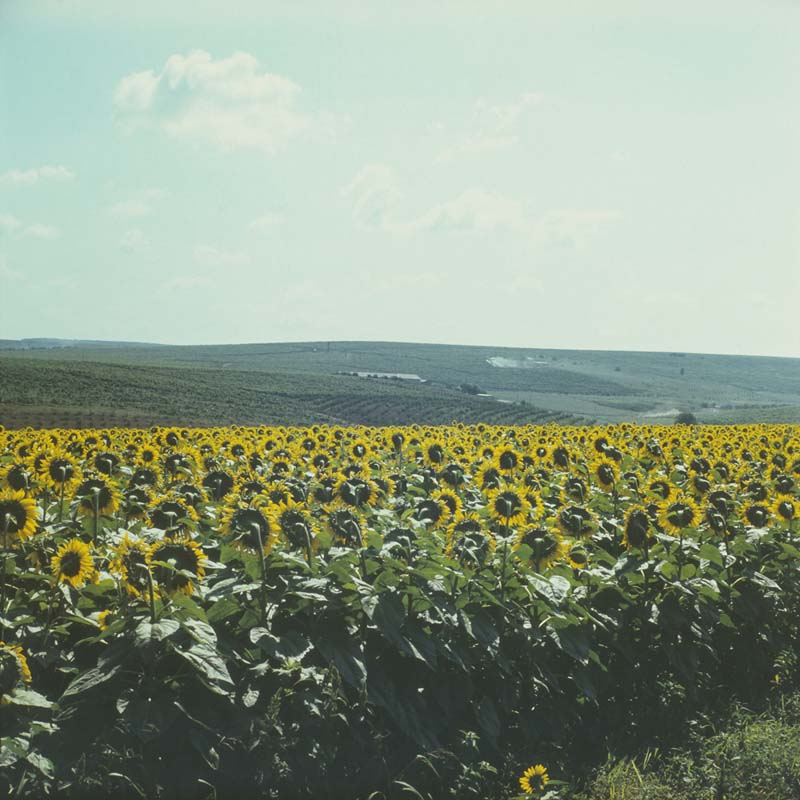
Champ de tournesol dans le raion d'Anenii Noi en 1980.

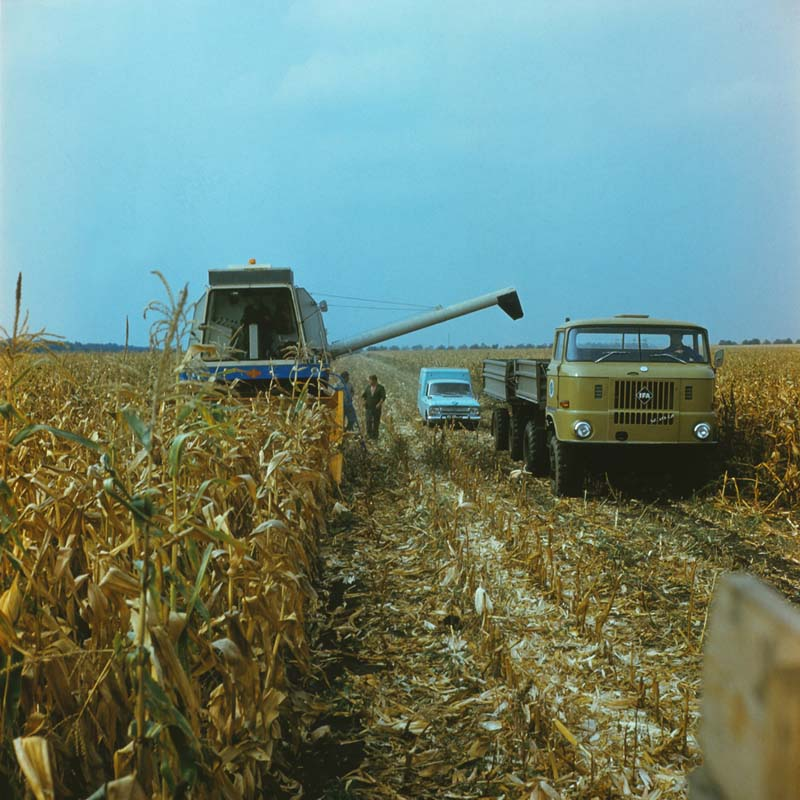
Moisson dans le raion de Rîșcani en 1980

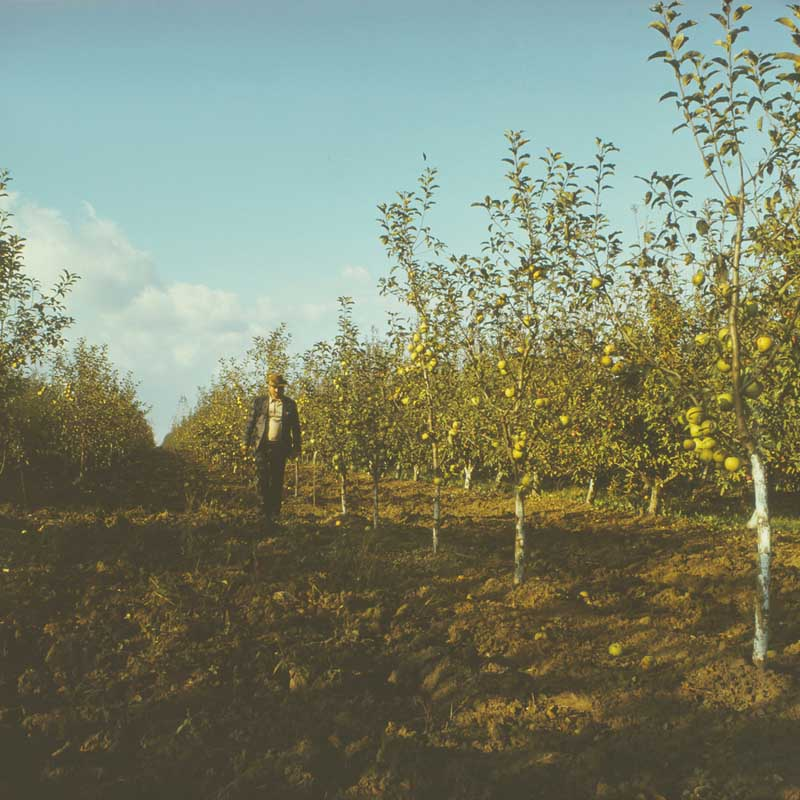
Verger dans le raion de Nisporeni dans les années 1980.

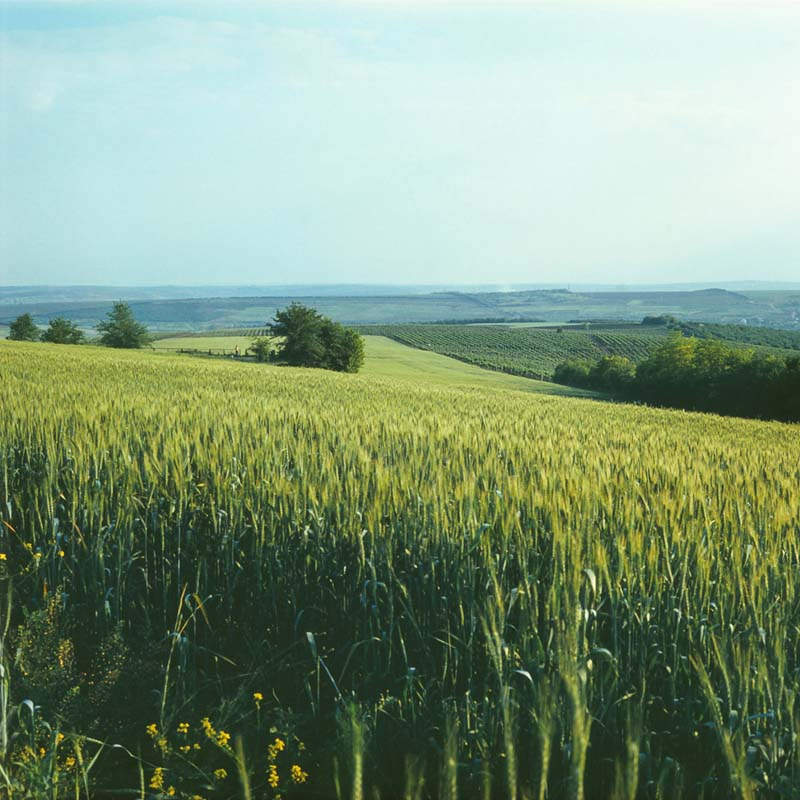
Champ de blé en Moldavie en 1980.

L'agriculture en Moldavie a comme le reste des activités économiques du pays subi une crise importante à la suite de la chute de l'URSS.
Le pays possède une histoire agricole importante, mais est également caractérisé par une faible superficie forestière, présente sur seulement 11,4 % de sa superficie. La population est encore relativement rurale, avec 54 % de la population habitant en milieu urbain et 22 % dans la capitale. L'agriculture emploie environ 26,4 % de la population en âge de travailler et génère 14,6 % du PIB (36 % si on inclut l'ensemble du secteur agro-alimentaire). La superficie moyenne des exploitations dans le pays est de 1,4 hectare, qui sont souvent dispersés en plusieurs parcelles. Environ 26,2 % de la superficie agricole du pays est possédé par les institutions publiques.
L'agriculture compte pour 41 % de la valeur des exportations en 2011, principalement tirée par le vin et les spiritueux, ainsi que les fruits et légumes. Les autres produits agricoles fortement produits sont le tournesol, le tabac, le lait, le blé et le maïs.

## Géographie agricole
La Moldavie est caractérisée par sa pédologie de sol, marqué par le tchernoziom et son climat continental tempéré.
L'agriculture moldave est renommée pour sa vigne et ses vignobles qui sont concentrés dans le sud et le centre du pays. Son agriculture comprend également des cultures de tabac, de blé, de maïs, d'orge, de betterave sucrière, de soja, de tournesol, de noix, de pommes et de fruits. Le nord du pays est marqué principalement par la production de betterave sucrière, de fruits, de tabac. Le sud du pays est également marquée outre la vigne, par le maïs et le tournesol. Les forêts sont concentrées dans le centre du pays.

## Histoire

### Période pré-soviétique
Au milieu du XIXe siècle, la Moldavie, intégrée à l'empire russe, est dominée par l'élevage, en 1860 seule 37 % de la superficie du pays est constituée de terre cultivée. La terre est la propriété de notables, du clergé et de l'État, mais une importante réforme agraire a lieu le 14 avril 1868, qui permet aux paysans de racheter leurs terres. Elle est le pendant de la réforme agraire de 1861 en Russie, qui abolit le servage. Dans le même temps, une banque foncière des paysans est créée en 1883 pour permettre à ceux-ci de racheter leurs terres. Cette réforme agraire a un large impact, en créant une structure agraire avec en moyenne entre 10 et 20 hectares par exploitations.
Par la suite, la région se spécialise davantage dans la production de céréales, de vin qui passe de 62 millions de litres à 185 millions en 1902 et 225 millions de livres en 1911, mais aussi à la production de fruits, de tabac ou du tournesol. Le prix de la terre agricole devient l'un des plus chers de l'empire russe. Entre 1920 et 1922, le territoire de l'actuelle Moldavie est le sujet des réformes agraires de la Roumanie, dont il fait partie entre 1918 et 1940, celles-ci n'ont que peu d'impacts en Moldavie.

### Période soviétique
La Moldavie connait comme le reste de l'Union soviétique une collectivisation de son agriculture à partir des années 1940 et 50. La propriété privée est abolie, les koulaks sont déportés, et le système de kolkhozes et sovkhozes est mis en place. La fixation libre des prix des denrées et des intrants agricoles est abolie. L'agriculture du pays connait plusieurs réformes successives de sa structure agraire, pour consolider les exploitations en superficie, consolider les administrations spécialisées dans la production ou la gestion d'une denrée agricole.
Les kolkhozes sont ainsi passés de 233 exploitations sur une superficie totale de 209 500 hectares en 1940 à 1 636 kolkhozes sur 1 585 700 hectares en 1950 puis de 552 kolkhozes sur 1 653 000 hectares en 1960. Puis les décennies suivantes leur nombre et leur superficie totale diminuent lentement passant en 1973 à 481 kolkhozes pour un total de 1 332 900 hectares. Cette évolution se fait par concentration des kolkhozes et transformation des kolkhozes en exploitations étatiques, leur taille moyenne passant de 969 hectares en 1950 à 3 020 en 1976.
Il en va de même pour le cheptel sous la gestion des kolkhozes qui avec 19 300 bovins, 25 300 porcs et 44 000 caprins et ovins en 1940, chiffres qui passent en 1950 respectivement à 222 910, 142 100 et 304 200, puis en 1960 à 531 700, 856 000 et 519 600, en 1973 à 654 000, 1 072 300 et 450 400. Les kolkhozes représentent en 1940, 10 % de la superficie cultivée, puis passent à 83,8 % en 1950, à 87,6 % en 1960, avant de repasser à 72,6 % en 1973. Les kolkhozes détiennent alors en 1940 3,8 % du cheptel bovin, 7,5 % du cheptel porcin, et 3 % des cheptels caprins et ovins, ces chiffres passent en 1950 à respectivement 41,6 %, 42,1 %, 29,6 % et en 1973 à 52,1 %, 69,2 % et 35,2 %.
Dans le même temps, les sovkhozes passent de 59 exploitations en 1950 avec une superficie totale de 48 200 d'hectares à 74 400 hectares en 1960, 153 100 hectares en 1965, 217 600 hectares en 1970 et 325 500 hectares en 1973. Le cheptel sous la gestion des sovkhozes passent de 8 600 bovins, 13 600 porcs et 32 200  caprins et ovins en 1950, à en 1960 respectivement à 22 200 bovins, 38 700 porcs et 17 500 caprins et ovins, puis en 1973 à 177 000 bovins, 267 800 porcs, 127 200 caprins et ovins. Au total les fermes d'États (qui incluent les sovkhozes et des exploitations similaires avec différents statuts), possèdent 4 % de la superficie cultivée en 1950, 6,1 % en 1960, 12,3 % en 1965, 16,7 % en 1970 et 21,7 % en 1973. De même, ils contrôlent 2,9 % du cheptel bovins en 1950, 5,3 % en 1960, 11,9 % en 1965 et 16,6 % en 1970 et 20,5 % en 1973, ainsi que 6 % du cheptel porcin en 1950, 6,1 % en 1960, 14,2 % en 1965, 18 % en 1970 et 21,9 % en 1973.
La période voit également la création d'entreprises soutenant ces exploitations collectives et étatiques, tant pour la construction de bâtiments agricoles, que pour les entrants, l'arboriculture ou encore pour l'élevage. Ces entreprises sont plus fortement intégrées et soutiennent davantage les kolkhozes que les exploitations d'état. En 1977, le pays compte ainsi 246 entreprises de coopérations entre exploitations agricoles, avec un impact plus important que dans le reste de l'Union soviétique.
De manière générale, sous l'ère soviétique, la taille moyenne des kolkhozes est de 3 300 hectares et celle des sovkhozes, est de 2 000 hectares. Ces deux formes d'exploitations reçoivent également un rôle en termes d'industrialisation du milieu rural et dans la gestion de l'aide social en milieu rural. Durant cette époque, le pays renforce davantage sa spécialisation dans le vin, ainsi que dans l'horticulture.
Enfin, avant la fin de l'ère soviétique, le pays est le sujet de réformes inverses de moindre ampleurs, pour favoriser les exploitations individuelles et diversifiées ou encore décentraliser la gestion de l'agriculture du ministère aux kolkhozes.

### Période post-soviétique
À la suite de son indépendance en août 1991, la Moldavie a connu un environnement économique morose dans les années 1990 avec une inflation allant de 300 à 1 200 % entre 1992 et 1994, mais qui est passée sous les 30 % en 1995. Dans le même temps, le pays connait une récession de 1992 à 1999, sauf en 1997. Le PIB du pays a perdu 70 % de sa valeur entre 1985 et 1999. En parallèle, le secteur agricole reste fortement régulé par le gouvernement moldave, via des restrictions non tarifaires, l'interdiction d'un contrôle étranger ou la régulation des prix en cas de mauvaise récolte, induisant une diminution de la production agricole et d'une diminution de l'utilisation d'intrants dans l'agriculture. L'utilisation d'engrais est passé de 200 kg par hectare à 61 kg par hectare en 1999. En 1998, la production agricole ne représente ainsi plus que 62 % de la production de 1991, chute qui est encore plus sévères dans l'élevage.

### Réforme agraire
La réforme agraire a commencé en 1991, mais la décollectivisation a réellement eu lieu physiquement entre 1998 et 2001. Cette réforme agraire est constituée d'une distribution de terres agricoles, d'équipements agricoles, ou d'actions de sociétés agricoles aux employés des exploitations collectives. Celle-ci engendre une structure agraire faite de petites exploitations de généralement moins de 2 hectares souvent dispersées en plusieurs parcelles. De plus, cette réforme agraire provoque le démantèlement d'un grand nombre d'équipements agricoles, mis en pièces par leurs différents nouveaux propriétaires. Dans le même temps, des formes d'exploitations coopératives ou via des sociétés émergent, alors que les pâtures restent en grande partie sous le contrôle public.

#### Première phase
Le code foncier établi en 1991 lance une décollectivisation en deux étapes. La première, de plus faible ampleur, consiste à déterminer via une commission locale le nombre d'actifs et d'hectares limité, à distribuer à leur bénéficiaire. Chaque familles d'un raion rural peut ainsi obtenir 0,3 hectare + 0,1 pour chaque membre d'une famille de plus de 3 personnes, jusqu'à une limite de 0,75 hectare.
La privatisation des lopins de terre a permis à ceux-ci de passer d'une superficie totale de 180 000 hectares en 1990 à 300 000 hectares en 1992, passant d'une superficie moyenne de 0,4 hectare. L'ensemble de cette réforme a touché en 1999, 344 500 hectares. Cette réforme a permis à la population d'augmenter son auto-consommation et de réduire l'insécurité alimentaire du pays, liée à un contexte économique difficile, et même de générer une assez grande partie des revenus des familles rurales, malgré le fait que la réforme ne touche qu'une faible partie de la superficie agricole du pays. En 1999, une étude a montré que les ménages ruraux de Moldavie ont près d'un tiers de leur revenus issu de l'agriculture de lopin de terre, contre seulement 18 % en provenance de salaires, le tout lié également à un revenu moyen faible pour une bonne partie de la population.

#### Deuxième phase
La deuxième étape de la décollectivisation concerne les employés membres des exploitations collectives et étatiques qui souhaitent créer une exploitation agricole. Le code foncier a légalisé la décollectivisation des kolkhozes et sovkhozes, permettant aux membres de ces fermes de les quitter pour créer une exploitation individuelle, tout en interdisant la vente de ces terres avant 2001. Chaque travailleur reçoit alors un certificat sur les terres et les actifs de leur ancienne structure, chacun possède le droit de rester dans l'exploitation collectif ou de créer une exploitation individuelle sur ces nouvelles propriétés,.
Cette privatisation s'est fait en plusieurs temps tout d'abord, des avis ont été émis pour réorganiser les exploitations étatiques et collectives, puis un inventaire des terres agricoles a été réalisé pour déterminer celles à décollectiviser, et celles réservées à la pâture, aux espaces naturels et aux usages collectifs. Ensuite, les allocataires sont déterminés. Puis les terres sont divisées par le nombre d'allocataire de chaque village, en tenant compte de la fertilité des terres, au travers de trois catégories (terre arable, verger et vignoble). Chacun reçoit, en plus des biens non fonciers. Enfin, une certification de la procédure est réalisée et un titre de propriété est délivré. Cependant, si une grande partie des allocataires de la réforme agraire ont reçu la titre de propriété, avant avril 1998, ces titres de propriétaire sont alors dans bien des cas encore virtuels et ne sont pas matérialisés physiquement par le travers de propriété.

#### Stagnation (1994-1996)
Entre novembre 1994 et février 1995, deux lois ont essayé de restreindre drastiquement le départ des membres des fermes coopératives en les obligeant de créer pour partir une exploitation ayant au minimum environ 100 hectares avec 70 employées membres et avec des exploitants ayant les diplômes adéquats en agriculture, mais ces mesures sont annulées par la cour constitutionnelle en janvier 1996. Ainsi, la réforme agraire a mis plusieurs années à se mettre en place, notamment à cause de l'opposition d'une partie des autorités locales ainsi que du parti agrarien de Moldavie, majoritaire au parlement de 1994 à 1996, avant de s'effondrer en 1998.
Cette lenteur s'explique également par l'opposition des chefs d'exploitations des kolkhozes et sovkhozes mais également par la complexité pour mettre en place les différentes procédures d'allocations des terres, de délivrance des titres de propriétés ou de délimitation des terres, procédures qui ont mis plusieurs années à se mettre en place. De plus les exploitations collectives gardent des avantages comme la proximité avec l'État qui leur permettent de recevoir de manière plus facile des subventions ou des crédits bonifiées, alors que les exploitations individuelles sont à ce moment moins bien perçues par le secteur bancaire du pays. Mais la principale difficulté de la décollectivisation a été la question des dettes contractées et des déficits des kolkhozes et les sovkhozes, dettes qui ont fortement bloqué le processus de privatisation,,.
En parallèle, le nombre d'entreprises agricoles, dites capitalistiques, passe entre 1994 et 1996 de 36 à 65 et celui des coopératives de 160 à 194, quand les fermes étatiques et collectives passent respectivement de 358 à 236 et de 535 à 395. En 1997, il y a encore plus de 1 000 exploitations avec une superficie comprise entre 1 000 et 2 000 hectares. En 1997, 82 % de la superficie agricole soit 2,2 millions d'hectares est détenue par des acteurs privés, et 61 % de ces 82 % sont alors encore gérés par des exploitations de grandes tailles (coopératives, entreprises, etc), qui ne sont souvent que des kolkhozes et sovkhozes ayant changé de statut,.
La structure agraire est passée de 4 161 exploitations en 1994 à 99 981 en 1998, les sovkhozes et les kolkhozes sont passés respectivement de 358 à 84 et de 535 à 111 exploitations, les entreprises agricoles sont passées de 36 à 228, les coopératives agricoles de 65 à 490 et les fermes individuelles de 3 058 à 98 724 exploitations. Ces dernières ayant en 1998 une superficie moyenne de 1,5 hectare quand les autres types exploitations agricoles ont une taille entre 400 et 2 000 hectares.

#### National Land Programme
À la suite de la décision de la cour constitutionnelle en janvier 1996, plusieurs expériences sont faites pour redynamiser la réforme agraire, dans un contexte d'expériences pilotes similaires en Russie et en Ukraine, ces expériences incluent le projet de TACIS dans le raion d'Orhei et le projet de l'agence des États-Unis pour le développement international (USAID) dans les raions de Nisporeni et de Mayak, sur 72 exploitations. Ces expériences visent à la mise en place de titres de propriétés individuels. Par la suite le programme pilote du USAID est étendu à l'ensemble du pays, créant le National Land Program, mis en place entre 1997 et 1998. Celui-ci vise la privatisation totale des terres des exploitations étatiques et collectives, ainsi que des équipements associés. L'objectif principal du NLP est de distribuer physiquement les terres agricoles après que les titres de propriétés ont eux été déjà distribués. Il vise à préparer et soutenir l'administration à compiler les données et à valider les documents nécessaires à la distribution de terre. Le National Land Program a permis la tenue d'un cadastre et un enregistrement de la distribution de terres durant la réforme agraire. La Transnistrie et la Gagaouzie n'ont pas pris part à ce programme,,.
Entre 1998 et 1999, un programme et une loi visent à régler la question des dettes accumulées par les exploitations collectives et étatiques. Ce programme vise à la mise en place d'une restructuration de ces dettes via un règlement à l'amiable, avant de mettre en liquidation des exploitations endettées, pour créer des exploitations assainies qui n'ont plus de relations avec les autorités publiques, mais qui soient liées seulement à leur actionnaire,..
Le National Land Programme a conduit en moyenne à une distribution de terres de 1,3 à 1,4 hectare par allocataire, en plus des lopins de terres décollectivisés qui ont une moyenne de 0,3 à 0,4 hectare. Cependant cette propriété est divisée en trois groupes : les terres arables, les vergers et les vignobles, types de terrains qui sont le plus souvent dispersés en plusieurs parcelles par propriétaire.

#### Bilan
La réforme agraire a pris fin en 2001, il a permis la privatisation de 1 004 exploitations collectives ou étatiques. Au total 98 % des terres agricoles soit 1,7 million d'hectares ont été décollectivisés et distribués sur les 2,5 millions d'hectares de terres agricoles du pays, à entre 1,1 et 1,5 million de personnes, avec en moyenne des propriétés de 1,56 hectare,. Les terres non privatisées sont constituées d'espaces naturels, de pâtures, de terres appartenant aux collectivités locales, ou de terres déjà privatisées (lopin de terre).
Plus d'un million de personnes sont devenues propriétaires fonciers à la suite de la réforme agraire qui s'est terminée vers l'année 2000. Sur le million de bénéficiaires de la réforme agraire, 700 000 n'ont pas créé d'exploitations indépendante, mais ont mis en location ces terres permettant la continuation de vastes exploitations. Aujourd'hui, les entreprises et les coopératives agricoles sont environ 1 200 en Moldavie, soit un chiffre comparable aux grandes exploitations sous l'ère soviétique, mais tout en contrôlant une superficie agricole bien moindre. Les exploitations de plus de 1 000 hectares contrôlent ainsi plus qu'environ 20 % de la superficie du pays, alors que celle entre 500 et 1000 hectares en contrôle 35 %. Environ 25 % de la superficie agricole du pays ont finalement été transférés à de petites exploitations durant la réforme agraire.
Selon une autre source, aujourd'hui environ 50 % de la superficie agricole du pays est détenue par des exploitations individuelles (catégories qui intègrent des exploitations de tailles diverses), alors qu'elles ne représentaient que 2 % de la superficie agricole du pays sous l'ère soviétique. Enfin selon une troisième source, en 2003, 40 % de la superficie agricole du pays est cultivée par les fermes individuelles et 40 % par fermes de grandes tailles (500 à 800 hectares).
La superficie des lopins de terres a augmenté liée à la première phase de la privatisation, alors que dans le même temps, les exploitations étatiques ont presque disparu, souvent transformées dans un premier temps en exploitation collective, qui elles-mêmes ont souvent adopté de nouveaux statuts d'entreprises ou de coopératives. En 1990, 27 % de la superficie agricole du pays est détenue par les exploitations étatiques, et 60 % par des exploitations collectives, les premières ne représentent plus que 1 % de la superficie agricole du pays en 1999, les exploitations collectives ne représentent plus que 11 % et les entreprises et les coopératives agricoles représentent 35 % de la superficie agricole,. Ainsi en janvier 2000, les exploitations individuelles possèdent 22 % de la superficie agricole du pays, contre seulement 8 % deux ans plus tôt. La même année, l'état moldave possède encore 17 % de la superficie agricole, superficie composée essentiellement de terres vacantes.

### Après réforme agraire

#### Marché foncier post-réforme
Malgré la décollectivisation, de nombreux propriétaires terriens sont devenus trop vieux ou inaptes à travailler, et l'absence de possibilité de vendre les terres, jusqu'en juillet 1997, a renforcé cette problématique. Dans les années 1990, le marché des terres agricoles est quasiment inexistant de par une législation très fortement restrictive, mais le marché s'ouvre entre 1997 et 1999, à la suite de plusieurs réformes et de la fin de la décollectivisation. À partir de 1997, la loi permet l'achat et la vente de terres agricoles, mais le marché se développe très lentement, avec moins de 2 000 transactions en 1999 pour un total de 232 hectares. La loi de juillet 1997 n'a cependant pas résolu le problème de par son caractère particulièrement restrictif, notamment la création d'importantes taxes foncières, qui n'ont été abolies qu'entre 1998 et 1999.
Au total entre 1999 et 2008, il y a eu 400 000 transactions de terres agricoles qui ont concerné 40 000 hectares. En 10 ans ces transactions n'ont concerné que 2 % de la superficie agricole, avec une moyenne de 0,1 hectare par transaction. En 2008, ce nombre est monté à 72 000 transactions pour 12 911 hectares. Malgré la croissance du nombre de transactions, le marché reste relativement petit. Cette faiblesse du marché foncier ne permet de réduire que lentement la forte fragmentation de la structure agraire, malgré une réforme du code foncier en 1998 pour limiter la fragmentation de la réforme agraire,.

#### Structure agraire post-réforme
À la suite de la réforme agraire, la Moldavie reste marquée par une bipolarisation de son agriculture, avec d'un côté de très grandes exploitations, qui cultivent des terres louées et de l'autre un grand nombre de petites exploitations fragmentées, d’une superficie moyenne de 1,56 hectare, communément composées de 3 ou 4 parcelles, qui représentent 99,5 % des exploitations en nombre mais uniquement 39 % de la superficie agricole du pays. À la fin de la réforme agraire en 2002, un autre découpage montre que 56 % des terres cultivées le sont par des exploitations individuelles et 91 % du cheptel sont détenus par des exploitations individuelles. Les 44 % de terres cultivées restants le sont par des entreprises agricoles capitalistiques ou coopératives, qui en très grande partie louent des terres.
La superficie cultivée est de 2,4983 millions d'hectares, soit 73,8 % de la superficie totale du pays. La population active travaillant dans l'agriculture est passée de 1,4736 million de personnes en 2003 à 1,2354 million de personnes en 2010. Le nombre de personnes salariées dans l'agriculture est passé pour ces mêmes dates de 583 000 personnes à 315 000 personnes. Ainsi en 2003, 73,5 % de la population rurale salariée travaillent dans l'agriculture, contre plus que 52,1 % en 2010. Au total, 25,5 % de la population active travaille dans l'agriculture en 2010. En 2010, 69,4 % des personnes qui travaillent dans l'agriculture, la chasse et la pêche le sont à leur compte.